# علم اللفظ (لغة إنجليزية)
الترسل، اللفظ الصحيح، ضَبْط اللفظ، علم اللفظ (بالإنجليزية: Orthoepy)‏ هي دراسة نطق لغة معينة، ضمن تعاليم شفهية محدد. هذا المصطلح من (باليونانية: ὀρθοέπεια)‏، من أورثوس ὀρθός («الصحيح») و إبوس ἔπος («اللفظ»). الضد هو كاكيوبي (بالإنجليزية: cacoepy)‏ «النطق السيئ أو الخطأ». في اللغة الإنجليزية يختلف نطق كلمة orthoepy بشكل كبير. يميز قاموس أكسفورد الإنجليزي بين إختلافات النطق ‎/ˈɔːθəʊ.iːpi/‏ و ‎/ˈɔːθəʊ.ɛpi/‏ و ‎/ˈɔːθəʊ.ɨpi/‏ و ‎/ɔːˈθəʊ.ɨpi/‏ للهجة الإنجليزية البريطانية، وكذلك ‎/ɔrˈθoʊ.əpi/‏ للهجة الإنجليزية الأمريكية.
يتم توضيح نطق الكلمة في اللغة الإنجليزية أحيانًا من خلال وضع نقطتين: orthoëpy، كما هو الحال في عنوان كتاب لإدوارد باريت وارمان «علم النطق التطبيقي لوارمان» (بالإنجليزية: Warman's Practical Orthoëpy)‏، الذي نُشر عام 1888 وهو موجود في كتب غوغل.
يقول وارمان في الصفحة 5: "تمتلك الكلمات ثلاث خصائص خاصة: مظهرها - علم الإملاء؛ أثرها على الأذن -علم اللفظ(بالإنجليزية: Orthoëpy)‏ ؛ روحها - أي المعنى". كما هو الحال مع كتاب وارمان، فإن الغرض من هذه المقالة هو "التعامل حصريًا مع الأثر على الأذن، أو علم اللفظ. 

## ملخص
في قواعد اللغة الإنجليزية، علم اللفظ (بالإنجليزية: orthoepy)‏ هي دراسة النطق الصحيح الموصوف للغة الإنجليزية القياسية. في الأصل يفهم هذا على أنه يعني النطق البريطاني على وجه التحديد، ولكن ظهرت معايير أخرى وتم قبولها منذ أوائل القرن العشرين (على سبيل المثال، الأمريكي العام، الأسترالي العام).[بحاجة لمصدر]
في اللغة اليونانية القديمة، علم اللفظ (باليونانية: ὀρθοέπεια)‏ كان له معنى أوسع من «اللفظ الصحيح» (راجع المعجم الأنجليزي اليوناني، أو أصل الكلمة في قاموس أكسفورد)، يشير المصطلح إلى النطق الصحيح ليس فقط للكلمات الفردية ولكن أيضًا لمقاطع كاملة، خاصة الشعر، إلى جانب التمييز بين الشعر الجيد والشعر السيئ. المصطلح الإنجليزي القديم لهذا الموضوع هو علم أورتولوجي (بالإنجليزية: orthology)‏، وبهذا المعنى فإن نقيضه هو اللحن . تم دراسة علم اللفظ من قبل اليوناني السفسطائيين في القرن الخامس قبل الميلاد، خصوصا بروديكوس (تقريبًا 396 قبل الميلاد) وبروتاغوراس، أبضًا في مفهوم البروتو منطقية.[بحاجة لمصدر] 
انتقد بروتاغوراس هوميروس لأنه جعل كلمة " غضب " مؤنث (أرسطو، التحرز من السفسطة 14) ولأنه يصلي إلى موسى بحتمية (أرسطو، الشعر 19). يصور أفلاطون بروتاغوراس ينتقد الشاعر سيمونيدس لمناقضته مع نفسه، ثم يظهر سقراط وبروديكوس يجادلان عكس ذلك بأن بروتاغوراس قد خلط بين معاني الكلمتين "كن " و " تصبح " (بروتاغوراس 339a-340c).
أريستوفانيس، في مسرحيته الكوميدية الضفادع، صور مثل هذه النزاعات بطريقة ساخرة من خلال جعل يوربيدس وإسخيلوس يتشاحنان على كلمة "orthotes epeon". بين الشاعرين ديونيسوس في السطور 1180-1181: «ἴθι δὴ λέγ᾽: οὐ γάρ μοὔστιν ἀλλ᾽ ἀκουστέα τῶν σῶν προλόγων τῆς ὀρθότητος τῶν ἐπῶν. »  ترجمتها«صحة الإملاء» في فرساوس:«تكلم، هيا. لأني لا أستطيع إلا أن أسمع تصحيح لإملاء ديباجتك.»